# The Black Cat Bone
TBCB - The Black Cat Bone es una banda de Rock colombiana creada en Bogotá.

## Historia
En 1995 Mauricio Leguizamo y Carlos Reyes estudiaban ingeniera eléctrica y música respectivamente en la universidad de los Andes, al mismo tiempo los dos tocaban en un grupo llamado Blutsauger. Carlos Reyes quien toca el bajo ingresa a la banda de metal Agony con la cual graba un disco y se va de gira por varias ciudades de Colombia y Ecuador.
En 1999 habiéndose disuelto Blutsauger, Leguizamo crea una agrupación de blues conocida como BlueSoul, creando algunas bases para lo que después sería TBCB. Durante este año Juan David Bernal ingresa a los Andes a estudiar música y hace parte de La Orquesta del Dragón Rojo. Por otra parte Agony se traslada a Los Ángeles, Carlos Reyes se retira del grupo buscando un interés musical distinto.
Finalmente en abril de 2001 Leguizamo conforma "Black Cat Bone" (más adelante se llamaría TBCB para evitar confusiones) junto con Héctor Gálvez y Andrés Garciam y empiezan tocando en un bar llamado Roca Sólida. En septiembre, Reyes regresa a Colombia y entra en el grupo como segunda guitarra aportando algo de Country a la banda.
En 2002 conocen a Juan David Bernal en un bar de blues llamado Crab's comúnmente frecuentado por ellos, así en mayo de ese año Bernal se une al grupo reemplazando a Gálvez en el bajo y la segunda guitarra, alternando constantemente con Reyes. Así comienza a componer material para consolidarse como una banda de Rock-Blues. Tocando en vivo constantemente en Lord Gamba y con su mezcla de Blues, Rock y Heavy metal comienza a conocerse la identidad de la banda.
En 2003 después de probar varios bateristas Carlos Andres Macias ingresa a TBCB a mediados del año, gracias a sus abundantes presentaciones en vivo algunos medios empiezan a reconocer a la banda. Su primer sencillo "Here Today Gone Tomorrow" fue grabado en los estudios de Artico Records y lanzado por la emisora Radioacktiva, la aceptación del público lo coloca en los primeros lugares de las listas de la emisora durante varias semanas. Gracias a un concurso ganado a principios de año TBCB graba el videoclip de su primer sencillo con la dirección de Elkin Hernández, Diego Andrade y la producción de CityTV.

## Discografía

### Black Cat Bone (2005)
A principios de 2004 algunas discográficas muestran interés en la banda, pero ellos quieren conservar el control absoluto y empiezan con la preproducción del primer álbum. En junio ingresa a la banda Gustavo Forero (ex Kraken) reemplazando a Macias en la batería. En septiembre de este año, TBCB comienza a grabar su primer álbum en Art&co Records Sutdios coproducido por Jorge Holguin Pyngwi, el cual incluye 11 temas originales y una versión de "Got My Mojo Working".
En enero de 2005 se finaliza la grabación, y las sesiones son enviadas a España para su mezcla y masterización respectiva. En abril quedan nominados a dos premios "Mucha Música" por el vídeo de "Here Today, Gone Tomorrow" a mejor vídeo rock y mejor nueva banda en vídeo. El segundo sencillo de la banda "Shout It Out" es lanzado en las emisoras en junio, lo cual aumenta la presión del público para que el álbum salga al mercado. En septiembre con el sello independiente TBCB MUSIC sale a la venta el primer álbum de la banda titulado "The Black Cat Bone" inicialmente disponible para los fanes a través de la venta por correo, luego en noviembre sale a la venta en todo el país. En diciembre de este año sale el tercer sencillo a las emisoras "Got My Mojo Working" colocándose en los primeros lugares de las listas durante dos meses además Tower Records coloca el álbum "The Black Cat Bone" dentro de los discos más vendidos de diciembre.
En 2006 "The Black Cat Bone" es elegido uno de los 50 mejores discos de 2005 por la revista Rolling Stone. 
Para finales de 2006, ingresa a la banda Alejandro Duque (ex Aterciopelados), para reemplazar a Gustavo Forero en la batería.
A mediados de 2007, Carlos Reyes se retira de la banda y es reemplazado por Luis Fernando García.
A comienzos del año 2008, Jorge Enrique Rojas "SHINE" (Pianos)y Andrés Garzón (Baterías) ingresan a la banda con el propósito de preproducir su segundo Disco. Al final del Año Jorge Enrique se hace a un lado para seguir adelante con su propio proyecto "BLYSK"

### KOMA (2010)
El regreso de TBCB a la escena del rock nacional empezó a tejerse en noviembre de 2009 con las grabaciones para su segundo álbum. Con la presencia de Germán Villacorta como coproductor, al lado de Juan David Bernal, los cuatro músicos de TBCB, Mauricio Leguízamo, Juan David Bernal, Luis Fernando García y Andrés Garzón iniciaron la fase final de un año sabático en que la banda encontró su esencia musical. Fueron meses de intensa creatividad, reflexión, autocrítica y respiro a un momento grande que, entre 2005 y 2008, los tuvo en el tope de las bandas de rock colombianas más populares. 
Esa pausa, que significó una redirección en el concepto musical de la agrupación, encontró rápido eco en la genialidad de Germán Villacorta, productor e ingeniero de sonido peruano, radicado en Los Ángeles, cuyos créditos lo han tenido cerca de personalidades como Ozzy Osbourne, Stone Temple Pilots y los Rolling Stones, por solo mencionar los más grandes. Villacorta entendió el significado de lo que quería TBCB y el resultado es uno de los mejores discos en la historia del rock colombiano. En febrero de 2010, el sencillo ‘Let it die’ abrió el camino a Koma, el segundo álbum de la banda.

## Premios y menciones
Revista Rolling Stone - El disco “The Black Cat Bone” es nombrado entre los mejores trabajos discográficos en Colombia de 2005.
Revista Semana - El disco “The Black Cat Bone” es nombrado entre los 10 mejores trabajos discográficos en Colombia de 2005.
El Tiempo.com - Carlos Solano en el espacio de Caja de Resonancia clasificó a TBCB como uno de los 3 mejores trabajos discográficos de 2005.
City TV, Mucha Música - Nominación a mejor video de Rock y Nuevo Artista en Video Videopremios Mucha Música, abril de 2005
Premios Shock - Premio Shock a Mejor Banda en Vivo, premios 2006; Premio Shock a Mejor Grabación, premios 2006; Nominación a mejor Video “I got my mojo working”, premios 2006; Nominación a mejor Banda de Rock, premios 2005
Premios Subterránica (Premios Internet elegidos por el público)- Mejor Banda de Rock, Premios 2007; Mejor Guitarrista (Mauricio), Premios 2007
VIART 2006 - Video “I got my mojo working” ganador en las categorías de mejor videoclip y mejor fotografía

## Videoclips
- Let it Die (2010)
- La Villa (2007)
- Coming Back Home For Good (2007)
- I Got My Mojo Workin' (2006)
- Redemption (2007)
- Here Today, Gone Tomorrow (2004)

## Integrantes
- Mauricio Leguízamo: Voz, Guitarra, Armónica y Banjo.

- Luis Fernando "Fratello" García: Bajo, Contrabajo.

- Andrés Garzón: Batería

## Línea de tiempo

### Integrantes pasados
- Juan David Bernal : Guitarra, bajo, Backvocals, Synth
- Jorge Enrique "Shine" Rojas: Teclados, Synth, guitarra y voz.
- Carlos Reyes: Bajo, Guitarra y voz.
- Alejandro Duque: Batería
- Cristian Bolaños: Batería
- Gustavo Forero: Batería
- Carlos Andrés Macías: Batería
- Diego Torres: Batería
- Juan Diego Torrado: Batería
- Felipe Arango: Batería
- Héctor Camilo Gálvez: Bajo y voz
- Andrés García: Batería

- Datos: Q6144122